# Lee Chang-hwan
Lee Chang-hwan (en coréen : 이 창환, né le 16 février 1982 à Ansan dans la province de Gyeonggi en Corée du Sud) est un archer sud-coréen. Il est sacré à plusieurs reprises champion du monde de tir à l'arc et à une reprise médaillé d'or aux Jeux olympiques.

## Biographie
Lee Chang-hwan fait ses débuts au tir à l'arc en 1993. Ses premières compétitions internationales ont lieu en 2001. Son podium titre mondial est en 2001, alors qu'il remporte l'or dans l'épreuve par équipe homme. En 2008, il remporte les épreuves par équipe de tir à l'arc lors des Jeux olympiques d'été de 2008.

## Palmarès
- Jeux olympiques[2]
  -  Médaille d'or à l'épreuve par équipe homme aux Jeux olympiques d'été de 2008 à Pékin (avec Im Dong-hyun et Park Kyung-mo).
  - 14e à l'épreuve individuelle homme aux Jeux olympiques d'été de 2008 à Pékin.

- Championnats du monde[1]
  -  Médaille d'or à l'épreuve par équipe homme aux championnats du monde 2001 à Pékin (avec Yeon Jung-ki et Park Kyung-mo).
  -  Médaille d'or à l'épreuve par équipe homme aux championnats du monde 2007 à Leipzig (avec Im Dong-hyun et Kim Yeon-chul).
  -  Médaille d'or à l'épreuve par équipe homme aux championnats du monde 2009 à Ulsan (avec Im Dong-hyun et Oh Jin-hyek).
  -  Médaille d'or à l'épreuve individuelle homme aux championnats du monde 2009 à Ulsan.

- Coupe du monde[1]
  -  Médaille de bronze à l'épreuve par équipe homme à la coupe du monde 2006 de Antalya.
  -  Médaille d'or à l'épreuve par équipe homme à la coupe du monde 2007 de Ulsan.
  -  Médaille d'or à l'épreuve par équipe homme à la coupe du monde 2008 de Boé.
  -  Médaille d'or à l'épreuve par équipe homme à la coupe du monde 2009 de Antalya.
  -  Médaille d'or à l'épreuve par équipe homme à la coupe du monde 2009 de Shanghai.
  -  Médaille d'or à l'épreuve individuelle homme à la coupe du monde 2010 de Shanghai.
  -  Médaille d'or à l'épreuve par équipe mixte à la coupe du monde 2010 de Shanghai.

- Championnats d'Asie[1]
  -  Médaille d'or à l'épreuve par équipe homme aux championnats du monde 2009 à Denpasar.

- Universiade[1]
  -  Médaille d'or à l'individuelle homme aux Universiade d'été de 2003 de Daegu.